# Zur schönen Ecke

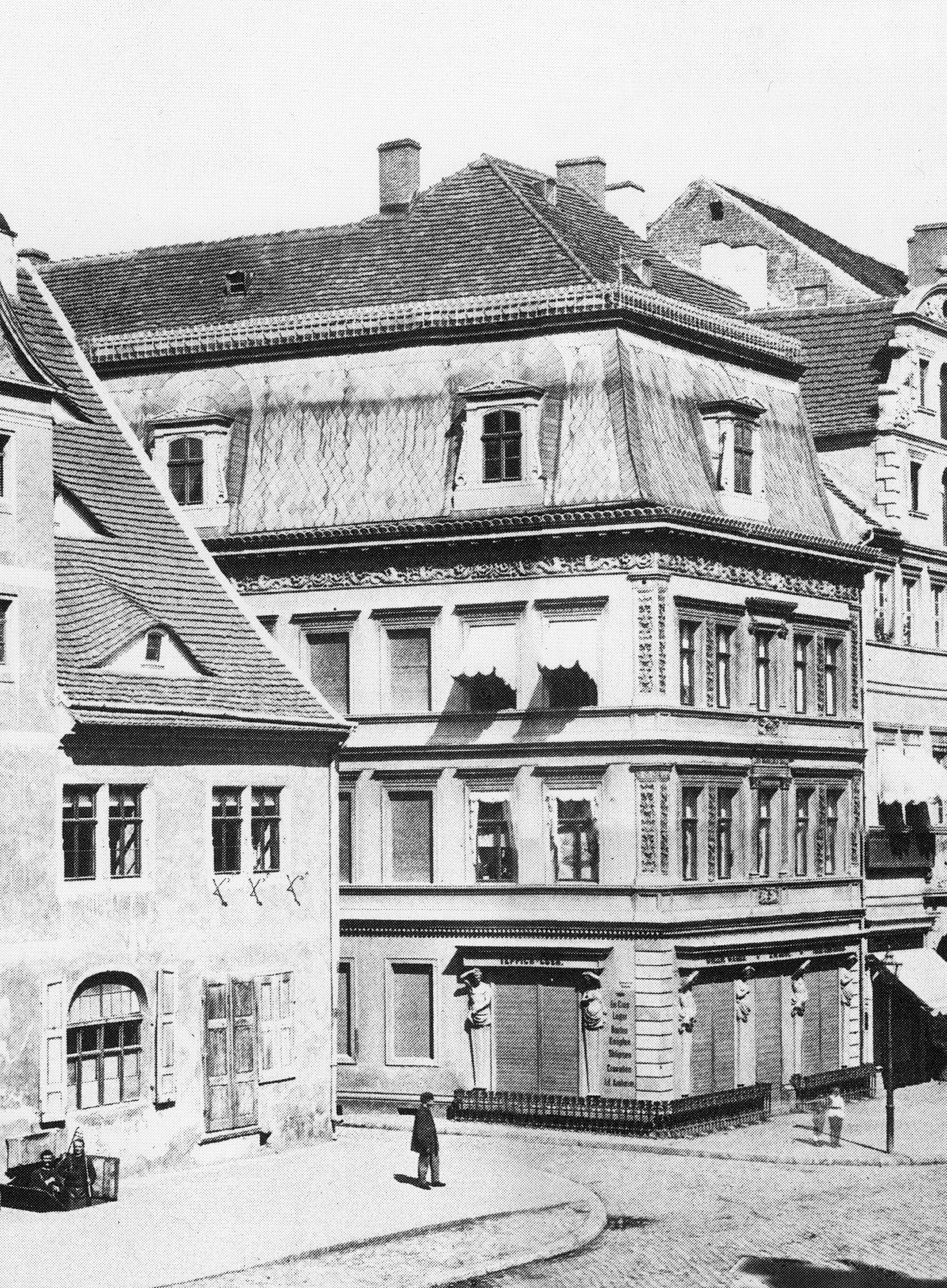
Haus Zur schönen Ecke, vor 1865

Das Haus Zur schönen Ecke war ein historisches Wohn- und Geschäftshaus in Magdeburg im heutigen Sachsen-Anhalt.

## Lage
Das Gebäude befand sich in der Magdeburger Altstadt auf der Westseite des Breiten Wegs, an der Adresse Breiter Weg 169. Unmittelbar südlich des Hauses mündete die Schöneeckstraße auf den Breiten Weg, nördlich grenzte das Haus Zum schwarzen Bock an. Heute befindet sich an dieser Stelle in etwa der Bereich der Einmündung des Straßenzugs Ulrichplatz auf den Breiten Weg.

## Geschichte und Architektur
Im Jahr 1631 war Moritz Schmidt Eigentümer. Ab 1639 gehörte das, vermutlich in Folge der Zerstörung Magdeburgs im Jahr 1631 leere Grundstück, dem Kaufmann Peter Hörnecke. Er bebaute es in der Zeit bis 1651 neu, verstarb jedoch 1653. Seinen Erben gehörte das Anwesen bis 1660, dann übernahm es seine Witwe für 2500 Taler. Bis 1665 gehörte auch das benachbarte Grundstück Schöneeckstraße 1a zum Anwesen. Die Witwe behielt das Haus bis zu ihrem Tod 1669. Erbe war ihr zweiter Ehemann Henning Sievert junior, der zuletzt 1694 erwähnt wurde. Seine Witwe wiederum, also seine zweite Ehefrau, verkaufte das Haus im Jahr 1697 für 1700 Taler an den Schiffer Peter Winter. Winter veräußerte es 1743 für 2130 Taler an Dietrich Schrickel.
Am Haus befand sich ein Hausstein mit der Inschrift:
Darunter befanden sich zwei Wappen. Das rechte Wappen zeigte einen wilden Mann, der von den Initialen M und W flankiert wurde.

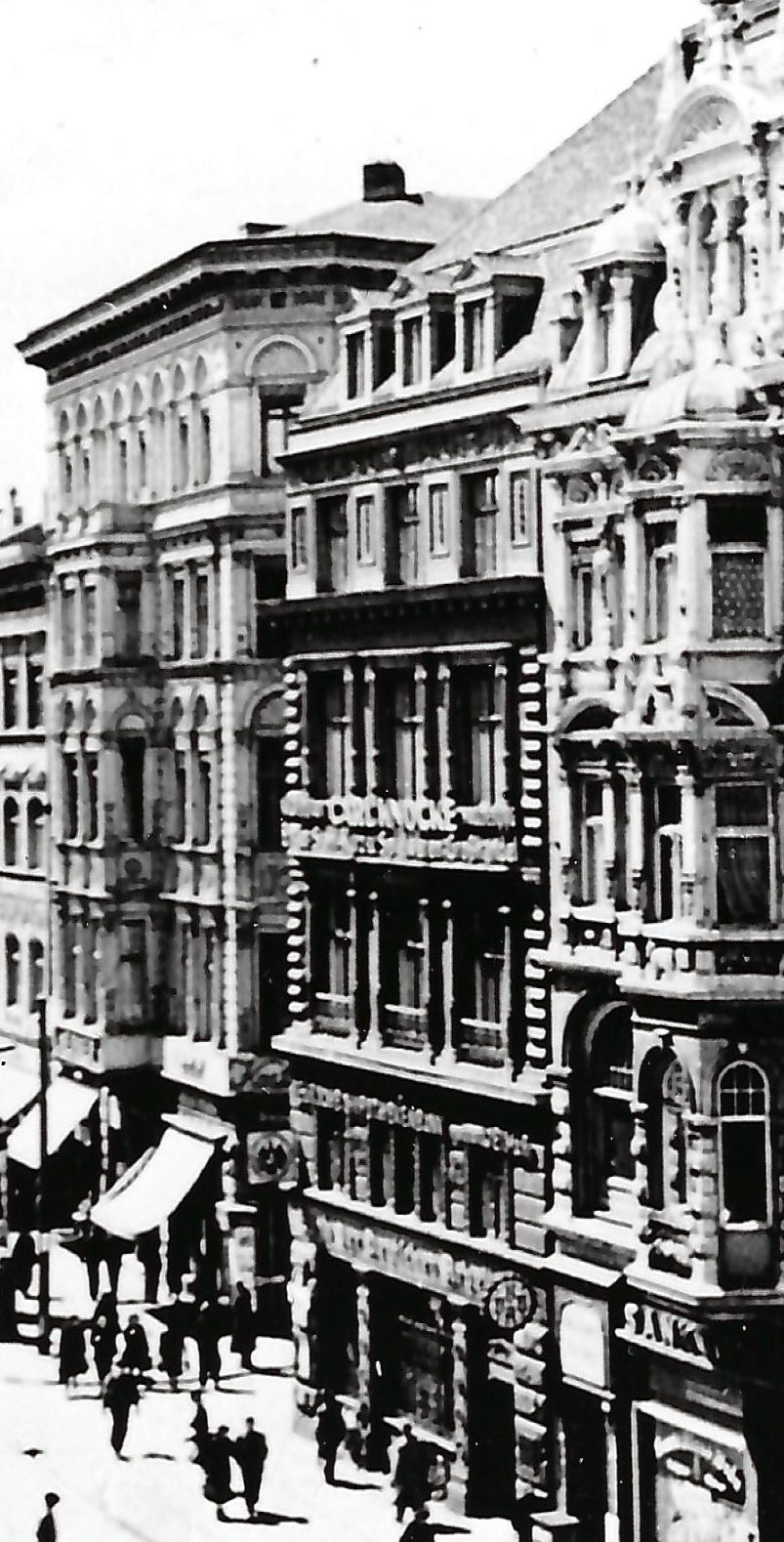
Vor 1945

1803 war von Maiborn Eigentümer, 1823 wurde ein von Meibom genannt. 1845 Lingner und 1870 schließlich der Kaufmann Defoy. Im Jahr 1881 wurde das dreigeschossige, zum Breiten Weg fünfachsig ausgeführte Haus umgebaut. Ein weiterer Umbau erfolgte 1911. 1914 waren die Defoy´schen Erben als Eigentümer eingetragen. Sie blieben es zumindest bis 1945. Ein grundlegender Umbau erfolgte 1922. Dabei wurden zwei Etagen aufgestockt und die Fassade neu gestaltet. Im Haus befand sich die Bank der Deutschen Arbeit AG, ein Büro der Klöckner-Humboldt-Deutz AG, die Kanzleien des Rechtsanwalts und Notars W. Knaut sowie des Rechtsanwalts Dr. Tamm und die Eisenwarengroßhandlung C. Knocke.
Im Zweiten Weltkrieg wurde der Bau zerstört. Im Zuge des sich nicht an die historische Stadtstruktur haltenden Wiederaufbaus in der Zeit der DDR wurde die Schöneeckstraße aufgegeben. Die Stelle des Hauses Zur schönen Ecke wurde in der Zeit der DDR Teil des südlichen Bereichs des Zentralen Platzes. Nach der Neugestaltung des Platzes in den 1990er Jahren befindet sich dort etwa die Einmündung des Straßenzuges Ulrichplatz auf den Breiten Weg.
Der Verbleib des Hauszeichens ist unbekannt.